# Meioneta officiosa
Meioneta officiosa är en spindelart som först beskrevs av Barrows 1940.  Meioneta officiosa ingår i släktet Meioneta och familjen täckvävarspindlar. Inga underarter finns listade i Catalogue of Life.